# Irbisia setosa
Irbisia setosa är en insektsart som beskrevs av Van Duzee 1921. Irbisia setosa ingår i släktet Irbisia och familjen ängsskinnbaggar. Inga underarter finns listade i Catalogue of Life.